# Anemone fuscopurpurea
Anemone fuscopurpurea är en ranunkelväxtart som beskrevs av Kanesuke Hara. Anemone fuscopurpurea ingår i släktet sippor, och familjen ranunkelväxter. Inga underarter finns listade i Catalogue of Life.